# Spike-triggered average
スパイク・トリガード・アベレージ（Spike-triggered average; 以下STAと表記） とは、時間的に変化する刺激入力に応じて神経細胞が生じるスパイクを元に、神経細胞の応答特性を明らかにする手法である。STAにより神経細胞の線形受容野を推定することができる。電気生理学実験のデータを解析する際に有用な手法である。
数学的には、STAはスパイクに先立って提示された刺激の平均値である 。STAを計算するため、各スパイクより前の時間窓内の刺激が抽出され、この刺激群（spike-triggered stimuli）は平均化される(図参照)。STAは刺激分布が空間的に対照的な刺激（例えば ガウシアンホワイトノイズ)である場合のみ、バイアスのない神経細胞の受容野を計算することができる
STAは網膜神経節細胞 や、外側膝状体、線状皮質（1次視覚野）における単純型細胞 を特徴づけるために使用されてきた。これは線形-非線形-ポワソンカスケードモデルにおける線形成分を推定する際に利用される。
STAは「逆相関法」や「ホワイトノイズ解析」とも一般的に呼ばれる。STAはヴォルテラ核やウィーナー核の第1項としても知られる 。線形回帰と密接な関係があり、一般的な状況ではそれと同一である。

## 数学的定義

### 標準STA
時空間的刺激空間を{\displaystyle \mathbf {x_{i}} }とする。ここで、 {\displaystyle i}はi番目の時間ビンを示し、{\displaystyle y_{i}}はその時間ビン内に生じたスパイク数を示す。刺激は平均がゼロであると仮定される（{\displaystyle E[\mathbf {x} ]=0}）。もしそうでない場合は、各刺激ベクトルから平均値を引くことで変換できる。STAは次式で与えられる。
{\displaystyle \mathrm {STA} ={\tfrac {1}{n_{sp}}}\sum _{i=1}^{T}y_{i}\mathbf {x_{i}} ,}
ここで、{\displaystyle n_{sp}=\sum y_{i}}はスパイクの総数を表す。

### 白色化STA
刺激がホワイトノイズではない場合、刺激の時空間的な相関は0で無くなり、標準STAではバイアスが入った線形受容野が得られてしまう 。それゆえ、刺激の共分散行列の逆数をかけることでSTAを白色化することが適切である可能性がある。この推定結果は白色化STAと呼ばれ、次式で与えられる。
{\displaystyle \mathrm {STA} _{w}=\left({\tfrac {1}{T}}\sum _{i=1}^{T}\mathbf {x_{i}} \mathbf {x_{i}} ^{T}\right)^{-1}\left({\tfrac {1}{n_{sp}}}\sum _{i=1}^{T}y_{i}\mathbf {x_{i}} \right),}
ここで、第1項は刺激の共分散行列の逆数であり、第2項は標準STAである。行列式で表現すると、次式で示される。
{\displaystyle \mathrm {STA} _{w}={\tfrac {T}{n_{sp}}}\left(X^{T}X\right)^{-1}X^{T}\mathbf {y} .}
白色化STAは刺激分布が相関を持つガウス分布で表される場合のみバイアスを修正することができる  (相関を持つガウス分布は対象な楕円形をしており、線形変換によって球面対称にすることができる。しかし、すべての楕円対称分布がガウス分布をなすわけではない)。これは球面対称より弱い条件である。 
白色化STAはスパイク時系列に対する刺激系列の線形最小二乗重回帰とみなすことができる。

### 正則化STA
実際には、白色化STAを正則化する必要がある。というのも、白色化は刺激によって十分に探索されない刺激次元（刺激の分散が小さい軸 ）上にあるノイズを増幅されてしまうためである。この問題に対する一般的な対応策はリッジ回帰である。正則化STAはリッジ回帰により次式で表される。
{\displaystyle \mathrm {STA} _{ridge}={\tfrac {T}{n_{sp}}}\left(X^{T}X+\lambda I\right)^{-1}X^{T}\mathbf {y} ,}
ここで{\displaystyle I}は単位行列であり、{\displaystyle \lambda }は正則化の程度を調節するリッジパラメータである。この計算は単純なベイズ的解釈ができる。 リッジ回帰は、恒等行列に比例する共分散を事前確率としてゼロ平均ガウス分布から独立して同一に分布しているとするSTA要素上に事前条件を置くことと同等である。リッジパラメーターはこの事前確率分布の分散の逆数として設定され、通常、交差検証や経験ベイズによりフィッティングされる。

## 統計的性質
LNPモデルに従って生成された応答の場合、白色化STAは、線形受容野にまたがる部分空間の推定値を提供する。この推定値の特性は次の通り。 

### 一致性
白色化STAは一致推定量である。すなわち、次の条件を満たす場合、真の線形部分空間に収束する。
1. 刺激分布{\displaystyle P(\mathbf {x} )}は楕円対称である。例えばガウス分布（Bussagangの定理）
2. 予測されるSTAは非ゼロである。非線形性を持つ場合はspike triggered stimuliの時間シフトをもたらす。[5]

### 最適性
次の条件を満たす場合、白色化STAは漸近的に有効推定量になる。
1. 刺激分布  {\displaystyle P(\mathbf {x} )} がガウス分布である。
2. ニューロンの非線形応答関数が {\displaystyle exp(x)}のような指数関数である。[5]

任意の刺激である場合、STAは一般的に一致性や最適性を持たない。 この場合でも一致性と最適性を満たすように、 最尤推定や相互情報量に基づく推定法  が開発されている。

## 参照
- Spike-triggered covariance
- Linear-nonlinear-Poisson cascade model
- Sliced inverse regression